# 8726 Масамотонасу
8726 Масамотонасу (8726 Masamotonasu) — астероїд головного поясу, відкритий 14 листопада 1996 року.
Тіссеранів параметр щодо Юпітера — 3,181.